# Pheidole kochi
Pheidole kochi är en myrart som först beskrevs av Carlo Emery 1911.  Pheidole kochi ingår i släktet Pheidole och familjen myror. Inga underarter finns listade i Catalogue of Life.